# She Don't Want Nobody Near
"She Don't Want Nobody Near" é uma canção escrita por Adam Duritz e Brendan O'Brien, gravada pela banda Counting Crows.
É o único single do primeiro álbum dos melhores êxitos lançado em 2003, Films About Ghosts (The Best Of...).

## Paradas
| Ano  | Parada                  | Posição |
| ---- | ----------------------- | ------- |
| 2002 | Hot Adult Top 40 Tracks | 20      |